# Staatssammlung für Anthropologie und Paläoanatomie

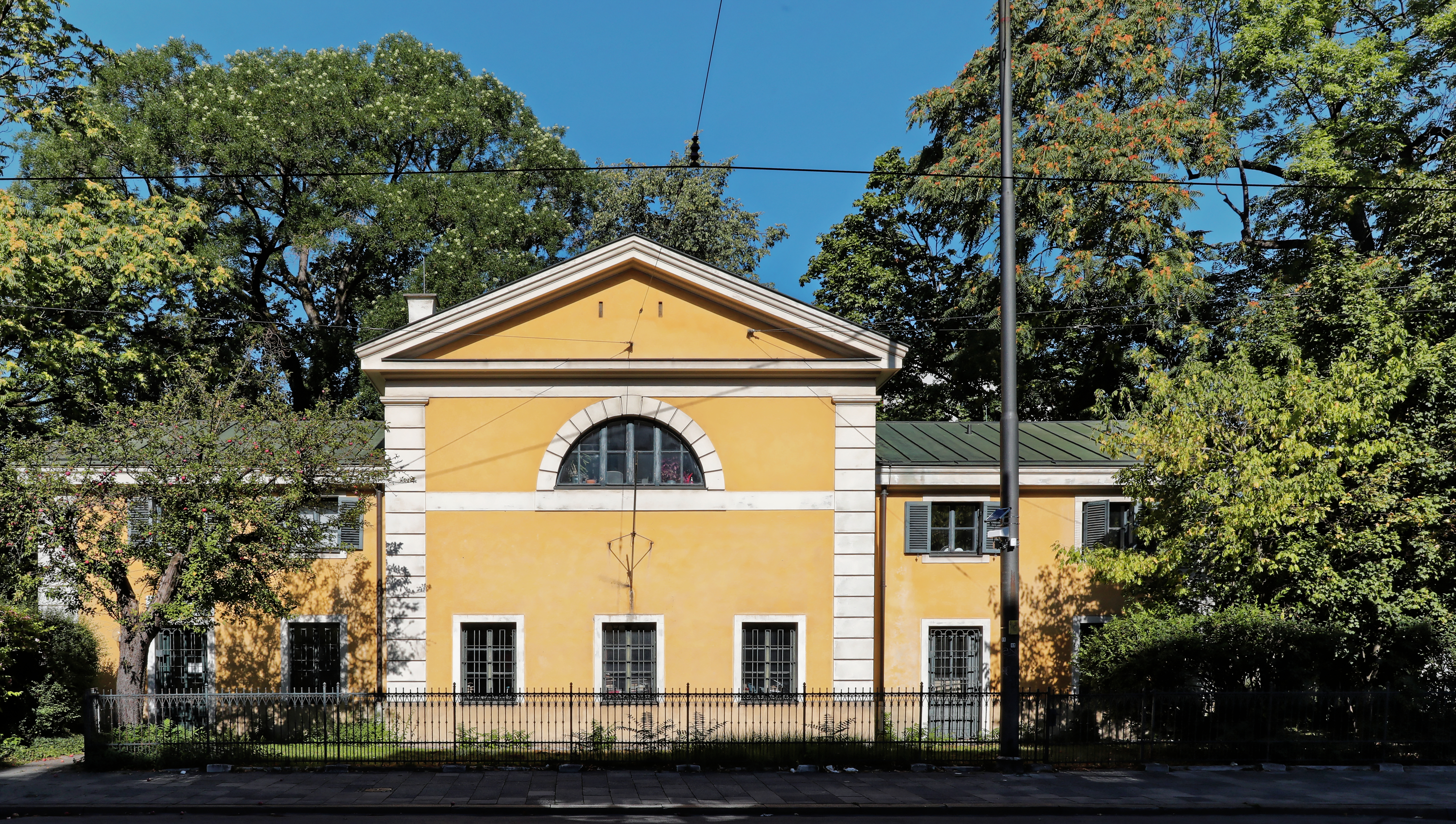
Gebäude der Anthropologischen Staatssammlung am Karolinenplatz in München

Die Staatssammlung für Anthropologie und Paläoanatomie in München (kurz: SAPM) ist eine Forschungsinstitution der Staatlichen Naturwissenschaftlichen Sammlungen Bayerns, die sich der Vor- und Frühgeschichte des Menschen in Bayern einschließlich der Tierwelt und Umwelt anhand von dauerhaften körperlichen Relikten, insbesondere Skeletten, widmet.